# 데니스 설리번
데니스 파넬 설리번(영어: Dennis Parnell Sullivan IPA: [ˈdɛnɪs pɑː(ɹ)ˈnɛl ˈsʌlɪvən], 1941~)은 미국의 수학자이다. 그는 위상수학과 동역학계에 업적을 남겨 2010년 울프 수학상, 2022년 아벨상을 수상하였다.

## 생애
1941년 2월 12일 미국 미시간주 포트휴런(영어: Port Huron)에서 태어났으나, 어려서부터 휴스턴에서 자랐다. 휴스턴의 라이스 대학교에 입학하여 처음에는 화학을 전공하였으나, 곧 수학으로 전공을 바꾸었다. 1963년에 학사 학위를 수여받았다. 이후 1966년에 프린스턴 대학교에서 박사 학위를 수여받았다.
1971년에 오즈월드 베블런 기하학상을 수여받았다.
1974년~1997년 동안 IHÉS의 교수로 있었다. 1981년에 뉴욕 시립 대학 알베르트 아인슈타인 석좌 교수(영어: Albert Einstein Chair in Science)가 되었다. 1996년에 스토니 브룩 대학교 수학 교수가 되었다.
2010년에 울프 수학상을 수상하였고, 2022년에는 아벨상을 수상하였다.
부인 역시 스토니 브룩 대학교의 수학 교수이며, 3남 3녀를 두었다.

## 참고 문헌
- “Sullivan awarded Balzan Prize” (PDF). 《Notices of the American Mathematical Society》 (영어) 62 (1): 54–55. 2015년 1월. doi:10.1090/noti1198.